# Jakob Daniel Hoffmann
Jakob Daniel Hoffmann (* 26. September 1808 in Lübeck; † 29. Januar 1885 ebenda) war ein deutscher Schriftsteller.

## Leben
Nach dem Besuch des Lübecker Gymnasiums studierte Hoffmann Evangelische Theologie und Philologie in Jena, Berlin, Heidelberg und München. Während seines Studiums wurde er 1831 Mitglied der Jenaischen Burschenschaft/Arminia. 1831 wurde er in Jena zum Dr. phil. promoviert. Nach seinem Studium war er als Privatgelehrter in Thüringen und dann als Lehrer an einer Privatschule in der französischen Schweiz tätig. Nachdem er wieder einige Zeit in Thüringen verbracht hatte, ging er 1838 als Erzieher nach Russland. Von 1851 bis 1853 war er als Pastor im brasilianischen Colônia Dona Francisca (heute Joinville) tätig, von 1853 bis 1858 in Petrópolis. Später kehrte er nach Lübeck zurück.

## Veröffentlichungen (Auswahl)
- Faust. Leipzig 1833.
- Tasso's Tod - Trauerspiel in fünf Aufzügen. Leipzig 1834.
- Die Halbschwester. Trauerspiel in 5 Aufzügen. Leipzig 1835.
- Eduard und Julie oder der Sieg der Erkenntniß. Ein lyrisch-philosophischer Roman. Altenburg 1836.